# Temporada 2025-26 de la NBA G League
La Temporada 2025-26 de la NBA G League será la vigesimoquinta temporada de la liga de desarrollo de la NBA, que se desarrollará desde noviembre de 2025 hasta abril de 2026. 

## Cambios
- Los Indiana Mad Ants se mudaron a Noblesville, Indiana, y pasaron a denominarse Noblesville Boom.[1]

## Difusión
A nivel nacional en Estados Unidos, la liga se retrasmite por los canales de ESPN, NBA TV, The Roku Channel y Tubi.

## Winter Showcase
Actualizado: 
| Pos. | Equipo                      | G | P | Pts | PD |
| ---- | --------------------------- | - | - | --- | -- |
| 1    | Westchester Knicks (NYK)    | 0 | 0 | 0   | —  |
| 2    | Capital City Go-Go (WAS)    | 0 | 0 | 0   | —  |
| 3    | Greensboro Swarm (CHA)      | 0 | 0 | 0   | —  |
|      |                             |   |   |     |    |
| 4    | College Park Skyhawks (ATL) | 0 | 0 | 0   | —  |
| 5    | Delaware Blue Coats (PHI)   | 0 | 0 | 0   | —  |
| 6    | Maine Celtics (BOS)         | 0 | 0 | 0   | —  |
| 7    | Raptors 905 (TOR)           | 0 | 0 | 0   | —  |
| 8    | Long Island Nets (BKN)      | 0 | 0 | 0   | —  |

| Pos. | Equipo                     | G | P | Pts | PD |
| ---- | -------------------------- | - | - | --- | -- |
| 1    | Iowa Wolves (MIN)          | 0 | 0 | 0   | —  |
| 2    | Sioux Falls Skyforce (MIA) | 0 | 0 | 0   | —  |
| 3    | Grand Rapids Gold (DEN)    | 0 | 0 | 0   | —  |
|      |                            |   |   |     |    |
| 4    | Cleveland Charge (CLE)     | 0 | 0 | 0   | —  |
| 5    | Motor City Cruise (DET)    | 0 | 0 | 0   | —  |
| 6    | Noblesville Boom (IND)     | 0 | 0 | 0   | —  |
| 7    | Windy City Bulls (CHI)     | 0 | 0 | 0   | —  |
| 8    | Wisconsin Herd (MIL)       | 0 | 0 | 0   | —  |

| Pos. | Equipo                         | G | P | Pts | PD |
| ---- | ------------------------------ | - | - | --- | -- |
| 1    | Oklahoma City Blue (OKC)       | 0 | 0 | 0   | —  |
|      |                                |   |   |     |    |
| 2    | Austin Spurs (SAS)             | 0 | 0 | 0   | —  |
| 3    | Capitanes de Ciudad de México  | 0 | 0 | 0   | —  |
| 4    | Rio Grande Valley Vipers (HOU) | 0 | 0 | 0   | —  |
| 5    | Memphis Hustle (MEM)           | 0 | 0 | 0   | —  |
| 6    | Birmingham Squadron (NO)       | 0 | 0 | 0   | —  |
| 7    | Texas Legends (DAL)            | 0 | 0 | 0   | —  |
| 8    | Osceola Magic (ORL)            | 0 | 0 | 0   | —  |

| Pos. | Equipo                     | G | P | Pts | PD |
| ---- | -------------------------- | - | - | --- | -- |
| 1    | Valley Suns (PHO)          | 0 | 0 | 0   | —  |
|      |                            |   |   |     |    |
| 2    | San Diego Clippers (LAC)   | 0 | 0 | 0   | —  |
| 3    | Stockton Kings (SAC)       | 0 | 0 | 0   | —  |
| 4    | Salt Lake City Stars (UTA) | 0 | 0 | 0   | —  |
| 5    | Santa Cruz Warriors (GSW)  | 0 | 0 | 0   | —  |
| 6    | Rip City Remix (PDX)       | 0 | 0 | 0   | —  |
| 7    | South Bay Lakers (LAL)     | 0 | 0 | 0   | —  |